# Antonio Chimenti
Antonio Chimenti (ur. 30 czerwca 1970 w Bari) – włoski piłkarz grający na pozycji bramkarza. 
W Serie A rozegrał 189 spotkań.
W 2012 roku był trenerem bramkarzy w Sampdorii, a od 2014 do 2019 był asystentem Luigiego Di Biagio odpowiadającym w młodzieżowej reprezentacji Włoch za szkolenie bramkarzy.